# イタリア・ルネサンスの文化
『イタリア・ルネサンスの文化』は、19世紀スイス北西部・バーゼル在住の歴史家ブルクハルトの代表作で、1860年に初版刊行された。
原題は"Die Kultur der Renaissance in Italien, ein Versuch"（イタリアにおけるルネサンスの文化、試論）。日本語による翻訳書も出版されている。

## 概要
ヤーコプ・ブルクハルトは本書でイタリアの14世紀から15世紀の人文学、政治、思想史の展開を追い、時代概念としてのルネサンスを定着させた。デニス・ヘイによれば：
ヤコブ・ブルクハルトは、すべての主要な表現において時代の精神を捉え、定義しようと努めた。彼にとって「文化」とは全体像だった。政治、マナー、宗教など特定の時代における人々の特定の活動を活気づけるキャラクターであり、その絵、建物、社会的および政治的習慣、文学はそのもので具体的な表現だった。またブルクハルトは、ルネサンスが中世から断絶した時期ではなく、中世人による古典文化の復興の時期であることを説いた。本書の構成は第1章芸術作品としての国家、第2章個人の発展、第3章古代の復活、第4章世界と人間の発見、第5章社交と祝祭、第6章風俗と宗教から成り立っている。
本書はブルクハルトと親交があった出版社ヴィーラントにより印刷され、再版されるまでに9年を待たなければならなかった。ブルクハルトは14世紀から16世紀のイタリア人とルネサンスを記録しようとした。ブルクハルトは国家までも芸術作品の一種として論じ、他の芸術作品と同様に人間の個性の発揮によって形成されるものと見なした。またさまざまな文化の資料をブルクハルトは芸術的観点から把握し、成立の背景や経緯だけではなく同時代の他の事象との関連についても指摘する。
ブルクハルトが本書で展開したルネサンスの概念は定説的な地位を占めるようになり、同時代では『イタリアにおけるルネサンス』の著者ジョン・アディントン・シモンズ（John Addington Symonds）、『イタリアにおける芸術哲学』の著者テーヌにも影響を与えた。

## 書籍（和書）
- 『イタリア・ルネサンスの文化』 柴田治三郎訳[3]（中公文庫 上・下、1974年／中公クラシックス I・II、2002年、解説樺山紘一）
- 『イタリア・ルネサンスの文化』 新井靖一訳（筑摩書房、2007年／ちくま学芸文庫 上・下、2019年）